# The Black Dahlia Murder
The Black Dahlia Murder – amerykański zespół muzyczny wykonujący melodic death metal/metalcore. 

## Historia
Jako swoje główne inspiracje członkowie grupy wymieniali At the Gates i Carcass. 
Nazwa grupy pochodzi od głośnego w latach 40. XX w. zabójstwa Elizabeth Short (Czarnej Dalii). 
11 maja 2022 na mediach społecznościowych grupa poinformowała o śmierci wokalisty Trevora Strnada. Przyczyna zgonu nie została podana, aczkolwiek informując o odejściu muzyka pozostali członkowie zespołu przekazali numer telefonu do linii działającej w zakresie zapobiegania samobójstwom. 28 października tego samego roku formacja zagrała pierwszy koncert po utracie wokalisty, którego miejsce zajął dotychczasowy gitarzysta Brian Eschbach, zaś jego obowiązki przejął przywrócony do składu Ryan Knight. W styczniu 2023 ogłoszono trasę koncertową TBDM po Stanach Zjednoczonych.

## Muzycy
| Obecny skład zespołu - Brian Eschbach – gitara, wokal wspierający (2001–2023), wokal prowadzący (2022–) - Max Lavelle – gitara basowa (2012–) - Alan Cassidy – perkusja (2012–) - Brandon Ellis – gitara (2016–) - Ryan Knight – gitara (2009–2016, 2022–) Muzycy koncertowi - Tony Laureano – perkusja (2005) - Kevin Talley – perkusja (2006) |  | Byli członkowie zespołu - Trevor Strnad – wokal prowadzący (2001–2022) - Mike Schepman – gitara basowa (2001) - John Deering – gitara (2001–2002) - Sean Gauvreau – gitara basowa (2001–2002) - Cory Grady – perkusja (2001–2004) - David Lock – gitara basowa (2002–2005) - John Kempainen – gitara (2002–2008) - Zach Gibson – perkusja (2005) - Ryan „Bart” Williams – gitara basowa (2005–2012) - Pierre Langlois – perkusja (2006) - Shannon Lucas – perkusja (2007–2012) |

## Dyskografia
Albumy studyjne
| Rok                            | Tytuł                                                                    | Pozycja na liście | Pozycja na liście | Pozycja na liście | Pozycja na liście | Pozycja na liście | Pozycja na liście |
| Rok                            | Tytuł                                                                    | USA               | US Hard           | DEU               | JPN               | BEL (WA)          | BEL (FL)          |
| ------------------------------ | ------------------------------------------------------------------------ | ----------------- | ----------------- | ----------------- | ----------------- | ----------------- | ----------------- |
| 2003                           | Unhallowed - Data: 17 czerwca 2003 - Wydawca: Metal Blade Records        | —                 | —                 | —                 | —                 | —                 | —                 |
| 2005                           | Miasma - Data: 12 lipca 2005 - Wydawca: Metal Blade Records              | 118               | —                 | —                 | —                 | —                 | —                 |
| 2007                           | Miasma - Data: 18 września 2007 - Wydawca: Metal Blade Records           | 72                | 7                 | —                 | —                 | —                 | —                 |
| 2009                           | Deflorate - Data: 15 września 2009 - Wydawca: Metal Blade Records        | 43                | 4                 | —                 | —                 | —                 | —                 |
| 2011                           | Ritual - Data: 17 czerwca 2011 - Wydawca: Metal Blade Records            | 31                | 3                 | —                 | 285               | —                 | —                 |
| 2013                           | Everblack - Data: 11 lipca 2013 - Wydawca: Metal Blade Records           | 32                | 3                 | 91                | 151               | 161               | 180               |
| 2015                           | Abysmal - Data: 18 września 2015 - Wydawca: Metal Blade Records          | 45                | 8                 | 66                | 187               | 113               | 126               |
| 2017                           | Nightbringers - Data: 6 października 2017 - Wydawca: Metal Blade Records | 35                | —                 | 47                | —                 | 136               | —                 |
| 2020                           | Verminous - Data: 17 kwietnia2020 - Wydawca: Metal Blade Records         |                   |                   |                   |                   |                   |                   |
| "—" pozycja nie była notowana. |                                                                          |                   |                   |                   |                   |                   |                   |

Inne
| Rok  | Tytuł                                                                               | Uwagi              |
| ---- | ----------------------------------------------------------------------------------- | ------------------ |
| 2001 | What a Horrible Night to Have a Curse - Data: 2001 - Wydawca: brak (wydanie własne) | - demo             |
| 2002 | A Cold-Blooded Epitaph - Data: maj 2002 - Wydawca: Lovelost Records                 | - minialbum        |
| 2009 | Majesty (DVD) - Data: 12 maja 2009 - Wydawca: Metal Blade Records                   | - album koncertowy |

## Nagrody i wyróżnienia
| Rok  | Kategoria                      | Tytułem                 | Nagroda                         | Uwagi     | Źródło |
| ---- | ------------------------------ | ----------------------- | ------------------------------- | --------- | ------ |
| 2008 | Best Underground Band          | The Black Dahlia Murder | Metal Hammer Golden Gods Awards | Laur      | [ 12 ] |
| 2010 | Best Underground Band          | The Black Dahlia Murder | Revolver Golden Gods Awards     | Nominacja | [ 13 ] |
| 2014 | Dimebag Darrell Shredder Award | Ryan Knight             | Metal Hammer Golden Gods Awards | Nominacja | [ 14 ] |